# Caldeira Cerro Galán
Pour les articles homonymes, voir Galán.
La caldeira Cerro Galán est une énorme caldeira située dans une région éloignée et très isolée de la province de Catamarca au nord-ouest de l'Argentine, au sein du département d'Antofagasta de la Sierra, à plus ou moins 50 km à l'est de la petite ville d'Antofagasta de la Sierra. C'est une des plus belles et sans doute la plus apparente des grandes caldeiras de la planète.
Les coordonnées géographiques de la caldeira sont 25° 57′ sud et 66° 57′ ouest.

## Géographie
Actuellement une petite partie au sud-ouest de la caldeira est occupée par la laguna Diamante, un petit lac, qui n'est que le reliquat d'un vaste lac qui a occupé toute la caldeira il y a bien des années. Le lac est au centre de la réserve de biosphère Laguna Blanca. Le bord ouest de la caldeira atteint 5 200 mètres d'altitude. Son plancher est à 4 500 mètres.

## Histoire
La caldeira Cerro Galán est une des composantes d'un grand système volcanique riche en silice, développé le long de deux failles parallèles importantes séparées d'une vingtaine de kilomètres.
L'histoire volcanique du site est longue et complexe. Le volcanisme dans la région débuta il y a plus ou moins quinze millions d'années avec la formation et l'éruption de plusieurs volcans andésitiques et dacitiques. Par après l'activité de ces derniers fut, comme c'est habituel pour des volcans de ce genre, essentiellement explosive et on a trouvé les traces d'au moins 9 éruptions majeures ignimbritiques dans une période comprise entre -7 et -4 millions d'années.
Il y a un peu plus de 2 millions deux cent mille ans, eut lieu une éruption explosive qui éjecta près de mille kilomètres cubes (certains disent deux mille) de magma homogène de type dacitique, ce qui forma la caldeira que l'on peut contempler aujourd'hui.
La caldeira résultante de plus de 700 kilomètres carrés est longue de 40 km dans le sens nord-sud et large de 20–25 km dans le sens est-ouest. La région ignimbritique résultante s'étend sur un territoire ayant un rayon d'environ cent kilomètres autour de la caldeira. Après la formation de la caldeira, il y eut résurgence de sa partie centrale jusqu'à l'altitude de 5 912 mètres. C'est le volcan Cerro Galán. Il est formé d'une couche de 1 200 mètres d'épaisseur d'ignimbrite.

### Activité actuelle à l'ouest de la caldeira
L'éruption de petits cônes de cendres et de laves dans la vallée d'Antofagasta de la Sierra, le long de failles nord-sud, à l'ouest de la caldeira s'étale sur une longue période, d'abord précédant la formation de la caldeira, puis suivant celle-ci, et cela, jusqu'à nos jours. Le plus jeune de ces cônes et cheminées satellites a probablement beaucoup moins de 10 000 ans, ce qui est très récent.

## Gisements de minéraux
On a constaté des anomalies concernant le plomb, l'argent, le zinc, l'or et le cuivre.